# Skelleftebostäder
Skelleftebostäder Aktiebolag, förkortat Skebo, är ett kommunalägt allmännyttigt bostadsföretag i Skellefteå. Bolaget bildades 1954. År 2022 ägde och förvaltade Skebo cirka 4 320 lägenheter och ett antal lokaler. Beståndet utgjordes av hyreslägenheter i flerfamiljshus, radhus, småhus, studentbostäder, ungdomslägenheter, +55 lägenheter, trygghetsboenden samt vård- och omsorgsboenden. Merparten av beståndet finns i centralorten Skellefteå men det finns även bostäder i andra kommundelar.[källa behövs]
År 2015 låg Skebos årliga investeringsbudget på cirka 200 miljoner per år. Men industriboomen i norr har lett till ökad efterfrågan på bostäder. För 2024 och 2025 ligger investeringsbudgeten på över en miljard per år. [Uppdatering behövs] Under 2022 meddelade också företaget att man för första gången på 30 år bygger bostäder utanför centralorten. Totalt planerades för cirka 100 nya lägenheter i Byske, Bureå, Boliden och Burträsk.